# Dermacentor andersoni
Dermacentor andersoni — вид паразитоформих кліщів родини іксодових (Ixodidae). Паразитує на різноманітних ссавцях, уражає також людей. Личинки і німфи нападають на дрібних гризунів.

## Поширення
Поширений на заході США та південному заході Канади вздовж Скелястих гір.

## Опис
Тіло плоске, грушоподібне, довжиною від 2,0 до 5,3 мм. Після годування тіло збільшується втричі. Забарвлення коричневе або червонувато-коричневе. Самиці мають виразний сріблясто-сірий візерунок на спині тоді як самці плямисті сіро-білі без особливого маркування на щитках.

## Життєвий цикл
За своє життя кліщ живиться кров'ю тричі, на різних стадіях життя — шестинога личинка, восьминога німфа та імаго. Личинки живляться 5-15 днів, спускаються на землю, а через 1-2 тижні розвиваються в німфи. Потім німфи приєднуються або до попереднього господаря, або до іншого господаря, і годуються протягом 3-13 днів, і знову спускаються на землю. Через два тижні вони виростають у дорослих і приєднуються до іншого господаря, де продовжують споживати кров, після чого настає період спарювання. Самиці знову від'єднуються і спускаються на землю, щоб протягом 10–33 днів відкласти яйця, кількість яких може сягати до 7000 шт. Обидві статі гинуть незабаром після розмноження.

## Патогенність
Dermacentor andersoni є переносником збудників колорадського кліщового тифу плямистої гарячки Скелястих гір та туляремії у людини. На людей нападає лише у стадії імаго.
Дермацентрові кліщі можуть також викликати кліщовий параліч шляхом вироблення нейротоксину, який індукує швидко прогресуючий млявий параліч, подібний до синдрому Гієна — Барре. Нейротоксин запобігає пресинаптичному вивільненню ацетилхоліну з нервово-м'язових з'єднань.